# East London (Africa de Sud)
East London este un oraș în provincia Eastern Cape, din partea de sud-est a Africii de Sud.

## Personalități născute aici
- Ilias Charalampous (n. 1980), fotbalist și antrenor cipriot.